# Lista de prefeitos de Tamandaré (Pernambuco)
Esta é a lista de prefeitos do município de Tamandaré, estado brasileiro de Pernambuco.
| Nº | Nome                             | Imagem                | Partido               | Início do mandato      | Fim do mandato                          | Observações                           |
| 1  | Paulo Guimarães dos Santos       |                       | PSB                   | 1º de janeiro de 1997  | 31 de dezembro de 2000                  | Prefeito eleito em sufrágio universal |
| 1  | Paulo Guimarães dos Santos       | PSB                   | 1º de janeiro de 2001 | 31 de dezembro de 2004 | Prefeito reeleito em sufrágio universal |                                       |
| 2  | Paulo Romero Pereira da Silva    |                       | PSB                   | 1º de janeiro de 2005  | 31 de dezembro de 2008                  | Prefeito eleito em sufrágio universal |
| 3  | José Hildo Hacker Júnior         |                       | PTB                   | 1º de janeiro de 2009  | 31 de dezembro de 2012                  | Prefeito eleito em sufrágio universal |
| 3  | José Hildo Hacker Júnior         | PSD                   | 1º de janeiro de 2013 | 31 de dezembro de 2016 | Prefeito reeleito em sufrágio universal |                                       |
| 4  | Sérgio Hacker Corte Real         |                       | PSB                   | 1º de janeiro de 2017  | 31 de dezembro de 2020                  | Prefeito eleito em sufrágio universal |
| 5  | Isaias Honorato Da Silva Marques |                       | REP                   | 1º de janeiro de 2021  | 31 de dezembro de 2024                  | Prefeito eleito em sufrágio universal |
| 5  | Isaias Honorato Da Silva Marques | 1º de janeiro de 2025 | REP                   | Atual                  | Prefeito reeleito em sufrágio universal |                                       |